# Внешняя политика Организации освобождения Палестины
Внешняя политика Организации освобождения Палестины — дипломатические отношения между Организации освобождения Палестины (ООП) и государствами мира, которые начались после создания в 1994 году Палестинской национальной администрации в результате соглашений Осло между Израилем и Организацией освобождения Палестины (ООП) в границах Западного берега реки Иордан и сектора Газа. Государство Палестина (которое является главной целью создания и действия ПНА), провозглашённое в Алжире в 1988 году, в настоящее время признано более 130 государств-членов ООН, во многих из которых открыты представительства Государства Палестина. Кроме того, имеются представительства Палестинской национальной администрации в других странах, которые не признают независимость Государства Палестина.

Государства, поддерживающие дипломатические отношения с ООП

## Принципы внешней политики
Согласно заявлению на сайте МИДа Государства Палестина следующие принципы внешней политики являются официальными.

 
Палестина принимает ряд принципов и концепций, которые формируют основу и отправную точку для внешней политики в решении всех международных и региональных вопросов, а также во взаимодействии с различными странами и политическими субъектами в мире:
- Сохранения независимости палестинского решения, отражающего свободную волю палестинского народа.
- Соблюдение принципа невмешательства во внутренние дела любой страны с учетом норм добрососедства и недопущения вмешательства во внутренние дела Палестины.
- Соблюдение Устава Организации Объединенных Наций и ее целей и норм международного права и Всеобщей декларации прав человека.
- Установление хороших и дружественных отношения со всеми странами на основе равенства и взаимного уважения таким образом, чтобы обеспечить поддержание и реализацию национальных интересов Палестины.
- Поддержка правовой и международной легитимности и поддерживать  принципов справедливости.
- Соблюдение принципов Движения неприсоединения.
- Придерживание принципов мирного сосуществования и работы со всеми государствами для достижения прочного мира, основанного на справедливости и взаимного уважении прав.
- Приверженность делу решения международных и региональных проблем мирными средствами, отказ от угрозы силой или ее применения против территориальной целостности и независимости государства или территориальной целостности любого другого государства без ущерба для его неотъемлемого права на защиту своей территории и независимости.

Оригинальный текст (ар.)
تتبنى فلسـطين مجموعة من المبادئ والمفاهيم التي تشكل أساسا ومنطلقا لسياستها الخارجية في التعامل مع كافة القضايا الدولية والإقليمية، وفي التفاعل مع مختلف الدول والكيانات السياسية في العالم، أساسها:
- الحفاظ علي اسـتقلالية القرار الفلسـطيني الذي يعبر عن إرادة الشعب الفلسطيني الحرة.
- الالتزام بمبدأ عدم التدخل في الشـئون الداخلية لأية دولة، ومراعاة قواعد حسـن الجوار، وعدم السماح بالتدخل في شئون فلسطين الداخلية.
- الالتزام بميثاق الأمم المتحدة وأهدافها وقواعد القانون الدولي، وبالإعلان العالمي لحقوق الإنسان.
- إقامة علاقات طيبة مع جميع الدول، على قاعدة المساواة والاحترام المتبادل وبما يضمن صيانة وتحقيق المصلحة العليا لفلسـطين.
- الوقوف إلى جانب الحق والشرعية الدولية، ومساندة القضايا العادلة.
- الالتزام بمبادئ حركة عدم الانحياز.
- الالتزام بمبادئ التعايش السلمي، و العمل مع جميع الدول من أجل تحقيق السلام الدائم القائم على العدل واحترام الحقوق.
- الالتزام بتسوية المشاكل الدولية والإقليمية بالطرق السلمية، ورفض التهديد بالقوة أو باستعمالها ضد سلامة أراضيها واستقلالها، أو سلامة أراضي أي دولة أخرى، وذلك دون المساس بحقها الطبيعي في الدفاع عن أراضيها واستقلالها.

— مبادئ السياسة الخارجية الفلسطينية – وزارة الخارجية الفلسطينية

## Отношения с государствами

### Ирландия
В 2000 году в Рамалле было открыто представительство Ирландии, а в Дублине имеется представительство Палестины.

### Египет
В 1983 году Председатель Организации освобождения Палестины Ясир Арафат вступил в конфликт с Сирией, что позволило Египту вновь наладить крепкие отношения с лидерами палестинцев. Президент Египта Хосни Мубарак старался выступать посредником в арабо-израильском конфликте, снять напряжённость в отношениях между Израилем и Государством Палестина. К 1990 году эти усилия не привели к разрешению кризиса и улучшению отношений израильтян и палестинцев, но восстановили связи между Египтом и Сирией. 17 ноября 1988 года Египет признал независимость Государства Палестина от Израиля.

## Членство в международных организациях
ООП является членом Лиги арабских государств, Организации Исламския конференция и движения неприсоединения. С ноября 2012 года Государство Палестина имеет статус государства-наблюдателя при ООН. Также активно проводилась кампания по продвижению приема Государства Палестина в полноценные члены ООН.